# Данська марка
Данська марка (дан. Marck Danske, пізніше Mark Danske) — давня грошова одиниця Королівства Данії, яка стала карбуватися з 1529 року.

## Історія

Данська монета номіналом у 4 марки, 1694 р., Кристіан V

Після завоювання Англії в XI столітті Канутом Великим, Данія успадкувала від англійців монетарну систему. Під час правління у Данії (1396-1439) Еріка Померанського в обігу були любекські марки і як одиниці обліку прирівнювались до 16 шилінгів, які в свою чергу розмінювалися на 192 пфеніги. З 1529 року, під час правління Фредеріка І, данська марка згадується викарбувана у сріблі. З 1616 року стали додавати дешевші метали до срібла і данська марка стала рівноцінною з любекською. Почали карбуватися монети номіналами в ¼, ½, 1, 2, 4 данських марок. У 1625 році в королівстві Данія була встановлена наступна монетарна система: 12 пфенінгів = 1 скіллінгу, 16 скіллінгів = 1 марці, 6 марок = 1 рігсдалеру, 8 марок = 1 кроні. Пізніше данська марка закріпилася рігсдалером. З 1739 року 6 данських марок прирівнювалися до 1 спайсдалера. З 1 січня 1875 року данську марку змінила данська крона, яка складалася зі 100 ере.

## Банкноти

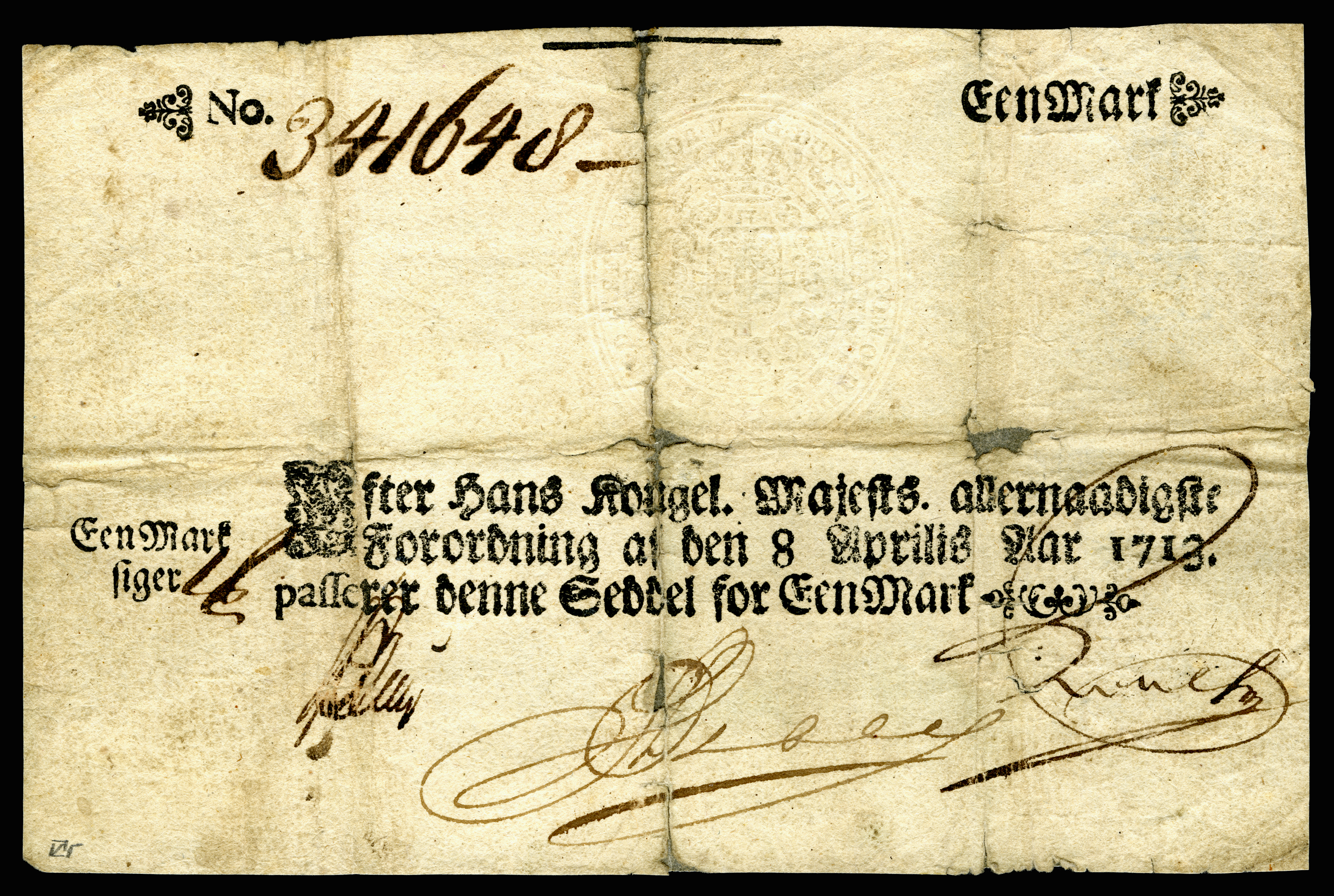
1 марка, 1713 року

2 марки, 1713 року

3 марки, 1713 року

З 1713 року існувало паралельно дві різні системи: курант-рігсдалери (знецінені, в банкнотах) і спейс-рігсдалери (1 спейс-рігсдалер = 4⁄37 кельнської марки зі щирого срібла, тобто 9¼ спейс-рігсдалери = 1 кельнській марці). 8 квітня 1713 року, відповідно до указу про виготовлення паперових грошей, в обігу з'явилися банкноти номіналами в 1, 2 та 3 данські марки.

## Монети